# Semachrysa nigribasis
Semachrysa nigribasis är en insektsart som först beskrevs av Banks 1920.  Semachrysa nigribasis ingår i släktet Semachrysa och familjen guldögonsländor. Inga underarter finns listade i Catalogue of Life.